# ММК-Акаташ
ММК Металурджи (тур. MMK Metalurji A.Ş.) — сталелитейная компания, основанная в 2007 году в Искендеруне, на юге Турции. Основной завод компании, расположен в Дёртйоле, начал производство в 2011 году после трёх лет строительства . Общий объём инвестиций оценивается в сумму 2,7 млрд долларов США.
Соглашение по созданию совместного предприятия по производству плоского проката был подписан 23 мая 2007 года в Искендеруне между Виктором Филипповичем Рашниковым, председателем русского металлургического предприятия Магнитогорский металлургический комбинат (ММК) и Реджепом Атакашем, председателем турецкой компании Атакаш.
Фундамент завода, был заложен во время церемонии, состоявшейся 15 марта 2008 года. Строительство завода было завершено в 2010 году, и он был официально открыт премьер-министром Турции Реджепом Тайипом Эрдоганом 9 марта 2011 года. строительство ещё одного завода планируется в Стамбуле.
Итальянская компания «Даниэли» предоставила основное технологическое оборудование. В компании работает около 2500 человек.
Как заявил Виктор Рашников, производство планируется в основном для внутреннего рынка. Однако, возможен экспорт в страны Европы и Ближнего Востока.
ММК Атакаш владеет морским портом с причальной длиной 1200 м (3900 футов), в которых в общей сложности двенадцать судов любого типа до 100 000 т может быть на якоре и обрабатываться одновременно. Порт с 5 апреля 2010 года в эксплуатации.

## Завод
Стальное производство состоит из пяти производственных линий на трёх объектах, в Дёртйоле, Искендеруне и Стамбуле, для обработки различных плоских стальных продуктов.